# Хворостів (Ковельський район)
Хво́ростів (Фо́ростів, пол. Chworostow) — село над річкою Вижівкою в Ковельському районі Волинської області. Населення становить 594 осіб. Входить до складу Вишнівської сільської громади. Розташоване за 16 кілометрів на південний схід від Любомля, та на віддалі двох кілометрів від автостради Київ—Варшава. Має автобусне сполучення з районним центром.

## Географія
Через село тече річка Вижівка.

## Походження назви
За народною етимологією, село мало назву Калиновий Луг, оскільки колись потопало в калині. Але незабаром у тій місцевості з'явилися болота й калина пропала, від якої залишився один хворост (діал. форост). За іншою версією, село назване так, оскільки перші хатинки були збудовані з хворосту. Від цього слова й походить назва села — Хворостів. Ще один варіант — від кущів форостінки, що рясно росли у тій місцині.

## Історична довідка
Уперше село Форостів зафіксовано в датованому 1536 роком документі короля Сигізмунда І про підтвердження Василю Сангушку вироку комісарів. Село знову згадується у 1568 році.
За станом на 1583 рік село перебувало у власності Грегорової Болбасової (пол. Hrehorowa Bołbasowa). З XVIII ст., зокрема в документах за 1765 рік, зустрічається назва Хворостів (пол. Chworostow).
1583 року у Форостові налічувалось 15 будинків і згадувалось про одного священика. 1629 нараховувалось 49 будинків і проживало близько 300 осіб, а в другій половині XIX ст. — 155 будинків, одна церква, парафіяльна школа і 815 мешканців.
У XVII ст. кілька родин переселилось у Надросся, зокрема до Кошева, Мармуліївки й Долотецького (тепер Погребищенського району Вінницької області). Характерно, що на Вінниччині збереглась легенда про походження назви села, адаптована під нові реалії.
Уродженець села, член ЦК КПЗУ Степан І. Заголюк загинув 1936 року під час громадянської війни в Іспанії, де брав участь у війні у лавах республіканців.

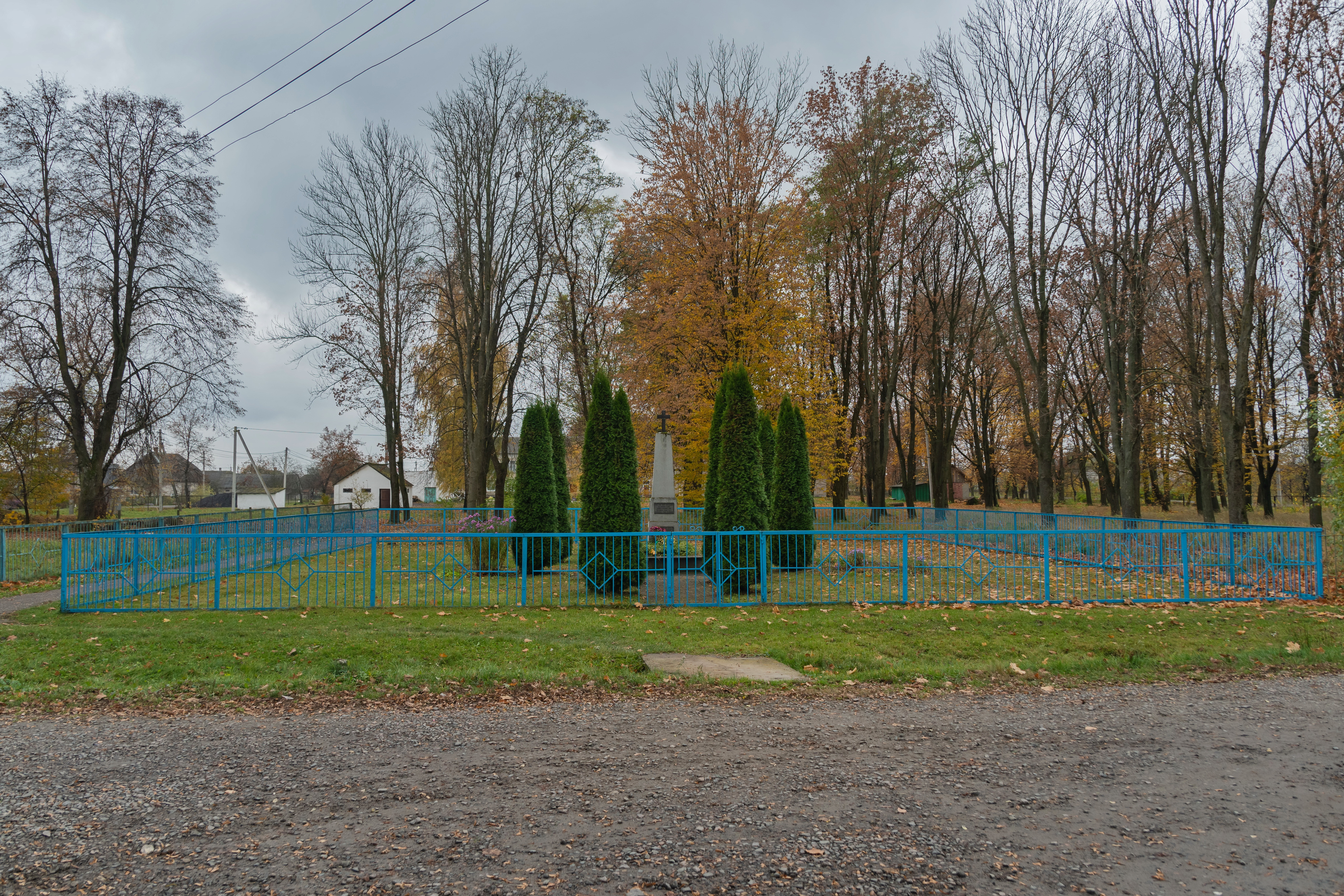
Пам'ятник землякам (1975 рік)

У роки окупації гітлерівськими загарбниками в селі діяла підпільна організація. Нацисти закатували 38 жителів, 16 юнаків та дівчат вивезли на каторжні роботи до Третього Рейху.
Восени 1946 року організовано перший в районі колгосп імені Калініна, а в 1952 році до нього приєдналась артіль села Руда. Об'єднаний колгосп назвали «Дружба».

## Населення
Згідно з переписом УРСР 1989 року чисельність наявного населення села становила 641 особа, з яких 299 чоловіків та 342 жінки.
За переписом населення України 2001 року в селі мешкали 594 особи.

### Мова
Розподіл населення за рідною мовою за даними перепису 2001 року:
| Мова       | Відсоток |
| ---------- | -------- |
| українська | 99,66 %  |
| російська  | 0,34 %   |

## Релігія
Про церкву Різдва Пресвятої Богородиці) відомо з XVII ст. Так, на Євангелії 1670 року, виданому у Львові записано, що цю книгу купив 1674 року Олександр Антонович до храму Різдва Пресвятої Богородиці в с. Хворостів Любомльського повіту. Станом на 1721 рік вона відносилась до Любомльського благочиння. Парафія була греко-католицькою. Але 1796 року парафіяни перейшли у православ'я.
1744 року побудована нова дерев'яна церква на кам'яному фундаменті. 1884 року на її місці постав інший дерев'яний храм. У цей період у парафії нараховувалось 2622 вірян.
Парафія перебуває в юрисдикції УПЦ МП.
Церква є пам'яткою архітектури місцевого значення.

## Інфраструктура
Нині в селі селі діють:
- ЗОШ I—III ступенів,
- фельдшерсько-акушерський пункт,
- магазин господарських і продовольчих товарів,
- відділення зв'язку,
- дитячий садок,
- бібліотека.

Населений пункт не газифікований.

## Відомі люди
Хворостів є місцем народження заслуженого вчителя України Кондрацького Івана Семеновича (12.08.1935 р.н.— 24.06.2014 р.) та художниці Михальської Валентини Михайлівни, у творчому доробку якої понад 1000 робіт.